# William Giersbach
William H. Giersbach (* 1941 in Portland, Vereinigte Staaten) ist ein US-amerikanischer Objektkünstler.

## Werdegang
William H. Giersbach erlangte den Bachelor an der Cooper Union, Lower Manhattan und studierte von 1967 bis 1969 an der University of New Mexico, Albuquerque, wo er sein Studium mit dem Master abschloss.
Seit 1969 war er Hochschullehrer für Kunst am Williams College in Williamstown, Massachusetts. Giersbach lebt und arbeitet in New York City.
Er stellte in New York, Washington und Boston aus und fertigte seit 1973 Buchobjekte mit Spiegeln an. Als Teilnehmer wurde er zur documenta 6 eingeladen.

## Zwei Werke
- „The shadow of a book/Der Schatten eines Buches“ von 1976, ist ein Werk, bei dem ein, auf eine Glasscheibe gemaltes, weißes Buch, seinen Schatten auf ein davorliegendes, schwarz übermaltes, reales Buch wirft.
- Die zweite „Metamorphose des Buches“ ist das Werkstück „After image/Nachbild“, bei dem ein aufgeschlagenes Buch mit schwarzen Seiten und einem grünen Einband mit dem Abbild eines weißen Buchs mit rotem Einband bemalt wurde.

## Auszeichnungen (Auswahl)
- 1976 wurde das Ehepaar Marilyn und William Giersbach gemeinsam mit der Fellowship der Arts/Humanities Foundation ausgezeichnet.[3]